# Джастін Амаш
Джастін Амаш (англ. Justin Amash; нар. 18 квітня 1980, Гренд-Репідс, Мічиган) — американський політик-республіканець, з 2011 року член Палати представників США від 3-го округу штату Мічиган.
Народився в сім'ї другого покоління американців арабського (палестинського і сирійського) православного походження. У 2002 році Амаш закінчив Мічиганський університет, у 2005 отримав юридичну ступінь у цьому ж університеті, після чого був прийнятий до колегії адвокатів. Між 2008 і 2010 він входив до Палати представників Мічигану.
Одружений, є батьком трьох дітей.